# Jozef Molnár (fotbalista)
Jozef Molnár (1920–1993) byl slovenský fotbalový brankář.

## Hráčská kariéra
V československé lize chytal za Jednotu Košice v prvním poválečném ročníku, aniž by skóroval. Za druhé světové války hrál za ŠK ASO Bratislava.

### Reprezentace
Jednou reprezentoval Slovensko. V utkání proti Rumunsku, které se hrálo v neděli 23. srpna 1942 na v Bratislavě na Tehelném poli a domácí je vyhráli 1:0, vystřídal na poslední 3 minuty Theodora Reimanna.

### Prvoligová bilance
| Ročník             | Zápasy | Góly | Minuty | Nuly | Klub              |
| ------------------ | ------ | ---- | ------ | ---- | ----------------- |
| I. liga 1945/46    | –      | 0    | –      | –    | ŠK Jednota Košice |
| CELKEM I. ČS. LIGA | –      | 0    | –      | –    |                   |

## Trenérská kariéra
Po skončení hráčské kariéry se stal trenérem.